# Р-1В
Ракета Р-1В (1РВ, В-1В, 1ВВ) — одна из первых советских геофизических ракет для суборбитальных полётов. Предназначена для геофизических, физических, астрофизических, химических и медико-биологических исследований верхних слоёв атмосферы и близлежащего космоса. С 1951 года эти ракеты стали применяться для систематических исследований атмосферы.

## История создания
Создана на базе построенной под руководством С. П. Королёва советской баллистической ракеты дальнего действия на жидком топливе Р-1, которая 10 октября 1948 года успешно стартовала, пролетела 288 км и попала в заданный район. Прототипом Р-1 была трофейная немецкая ракета А-4 (ФАУ-2), созданная во время второй мировой войны Вернером фон Брауном.
Ракета Р-1В была предназначена для проведения комплекса научных исследований и экспериментальных работ на высотах до 100 км:
- изучение состава первичного космического излучения и его взаимодействия с веществом;
- исследование физических и химических характеристик воздуха;
- исследование спектрального состава излучения Солнца;
- проверка поглощающей способности озона;
- проверка жизнедеятельности живых организмов в условиях больших высот и нарастающей перегрузки при подъеме на ракете и возможности спасения после подъема;
- аэродинамические исследования при больших скоростях и больших высотах полета;
- экспериментальная проверка возможности спасения ракеты с помощью парашютов с целью многократного использования ракет при экспериментальных пусках.

Ракета Р-1В отличалась от ракеты Р-1Б только тем, что вместо аппаратуры ФИАР-1 монтировалась парашютная система спасения корпуса ракеты. Все поставленные задачи, обеспечивающие проведение научных экспериментов, были решены, за исключением одной — спасения корпуса ракеты.

## Пуски
22 июля 1951  года в 12 часов 54 минуты со стартовой позиции на полигоне Капустин Яр впервые в СССР был произведен высотный пуск ракеты Р-1В  с  аппаратурой  и  подопытными  животными (собаки Дезик и Цыган) на  борту. Дымовой контейнер не устанавливался.
Второй пуск состоялся там же 19 августа 1951 года. Животные (собаки Смелый и Рыжик) были спасены. Отработал дымовой контейнер.

## Технические характеристики
| Стартовая масса                        | 14320 кг                       |
| Вес незаправленной ракеты              | 5050 кг                        |
| Двигатель                              | ЖРД РД-100                     |
| Тяга двигателя                         | 27 тс                          |
| Удельный импульс                       | 204 с                          |
| Время работы                           | 65 с                           |
| Компоненты топлива                     | этиловый спирт-жидкий кислород |
| Масса топлива                          | 9440 кг                        |
| Масса полезного груза                  | 1160 кг                        |
| Масса спасаемой головной части         | 590 кг                         |
| Масса спасаемого контейнера ГеоФИАН    | 85 кг                          |
| Масса спасаемого корпуса ракеты        | 4160 кг                        |
| Длина (полная)                         | 17552 мм                       |
| Диаметр корпуса                        | 1650 мм                        |
| Максимальный диаметр                   | 2562 мм                        |
| Размах стабилизаторов                  | 3564 мм                        |
| Скорость в момент выключения двигателя | 1185 м/с                       |
| Высота подъёма                         | 90-100 км                      |